# Heinz Ambühl

Heinz Ambühl, 1972

Heinz Ambühl (* 10. Oktober 1928; † 14. Mai 2007 in Suhr) war ein Schweizer Hydrologe.

## Leben und Werk
Nach seinem Schulabschluss an der Kantonsschule Aarau 1947 studierte Ambühl direkt im Anschluss bis 1951 an der ETH Zürich Biologie. Seine Dissertationsschrift von 1951 trägt den Titel «Die Bedeutung der Strömung als ökologischer Faktor» und zeigt die Richtung seines Interesses auf, nämlich den Gewässerschutz. Zu dieser Zeit war er am Chemischen Labor des Kantons Aargau tätig. 1956 reichte er seine Promotion ein. Am 10. Juli 1974 wurde er als ausserordentlicher Professor an der ETH aufgenommen.
Nachdem er ab 1955 parallel zu seinem Studium bereits mehrere Jahre als Kantonaler Wasserchemiker am Hallwilersee im Kanton Aargau gearbeitet hatte, bekam er ab 1959 Zugang zur Forschung und Lehrtätigkeit an der Eawag in Kastanienbaum LU. Die Ergebnisse seiner Studien führten zu einem besseren Verständnis der Ursachen ob der Wasserqualität des Sees und leiteten die Reinigung der Abwässer ein. Dort beschäftigte er sich mit der wachstumsbeschränkenden Nährstoffaufnahme von Pflanzen im Mikrogrammbereich. 1960 erhielt er die Leitung der Abteilung Hydrobiologie/Limnologie an der ETH. Er wurde damit Nachfolger von Otto Jaag, der ihn bereits bei seiner Dissertation betreut hatte, und war jetzt für die Ausbildung in diesem Fach verantwortlich. 1972 wurde er als sein Nachfolger zum A.o. Professor ernannt. Ihm ist zu verdanken, dass das zunächst rein auf hydrobiologischen Forschungsthemen ausgerichtete Institut mehr auf interdisziplinäre limnologische Aspekte fokussierte. Zu nennen sind vor allem Ichthyologie, Fischwirtschaft, „ökotoxikologische Betrachtungen oder multidisziplinäre Studien mit mathematischen Modellen“, aus denen neue Fachbereiche für die Eawag hervorgegangen sind. Die Fragestellungen, die Ambühl umtrieben, waren immer praxisorientiert.
Dank seiner Arbeit wurden international neue Techniken eingeführt wie beispielsweise die Sauerstoffbelüftung zur Bekämpfung von Eutrophierung von Gewässern. Mit streng wissenschaftlichem Ansatz und Dokumentation von analytischen Probenreihen kämpfte er gegen Fischsterben und Gewässerverschmutzung. Besonders beeindruckend waren seine didaktischen Fähigkeiten, mit denen er bei seinen Vorlesungen die Zuhörer in den Bann zog.
Auch international war Ambühl aktiv. So beteiligte er sich beispielsweise an der Internationale Kommission zum Schutz des Rheins, der Internationalen Gewässerschutzkommission für den Bodensee (IGKB)  sowie etwas später in der Donaukommission und beeinflusste die Entscheidungen bei Bau der ersten Atomkraftwerke, die mit Flusswasser gekühlt werden sollten. Seine Forschungen bewirkten, dass nur ein Teil des Flusswassers zur Kühlung herangezogen wurde, um eine übermässige Erwärmung des Flusses zu verhindern.